# Mariana Pajón
Mariana Pajón Londoño (født 10. oktober 1991 i Medellín) er en colombiansk cykelrytter.
Pajón blev olympisk mester i cykling ved OL i London i 2012 . Hun vandt kvindernes BMX- konkurrence foran Sarah Walker fra New Zealand og Laura Smulders fra Holland. Hun var Colombias flagbærer under åbningsceremonien .
Hun vandt også guld i kvinders BMX ved Pan American Games 2011 i Guadalajara, Mexico .
Hun vandt guld under sommer-OL 2016.
Under sommer-OL 2020 i Tokyo, som blev afholdt i 2021, vandt hun sølv i BMX for kvinder.